# Ladina Sgier
Ladina Sgier (* 16. Juni 1992) ist eine Schweizer Unihockeyspielerin, welche beim Nationalliga-B-Vertreter UHC Waldkirch-St. Gallen unter Vertrag steht.

## Karriere

### Verein
Sgier debütierte während der Saison 2009/10 für die erste Mannschaft von Piranha Chur, nachdem sie sämtliche Juniorenstufen der Bündner durchlief. Mit Chur konnte sie fünf Meistertitel feiern.
Nach ihrem Rücktritt spielte Sgier eine unbekannte Zeit bei den Rheintal Gators Widnau in der 2. Liga. 2020 wechselte Sgier von den Gators in die Nationalliga A zu den Red Lions Frauenfeld.
2021 wechselte Sgier zum Nationalliga-B-Vertreter UHC Waldkirch-St. Gallen.

### Nationalmannschaft
Sgier debütierte am 1. Februar 2014 für die Schweizer A-Nationalmannschaft. Für die Schweiz lief sie insgesamt in 18 Partien auf und erzielte dabei fünf Tore und drei Assists.